# 执政官宫 (比萨)
43°42′55.30″N 10°24′07.18″E / 43.7153611°N 10.4019944°E

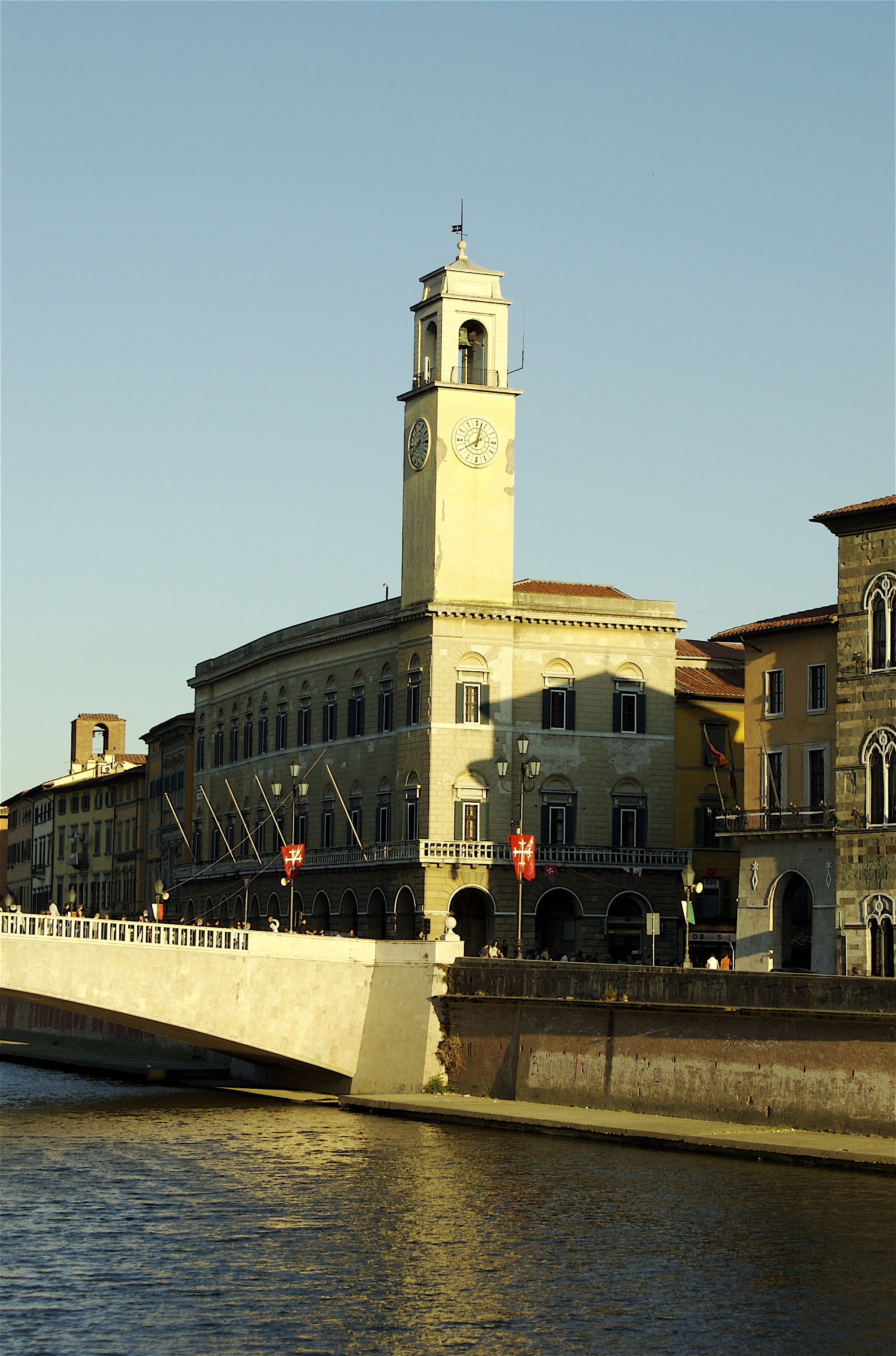
执政官宫

执政官宫（Palazzo Pretorio）是意大利比萨的一座中世纪建筑，位于伽利略滨河路（Lungarno Galilei），靠近摊贩凉廊和中桥，目前为市图书馆。